# Jerzy Drzewiecki

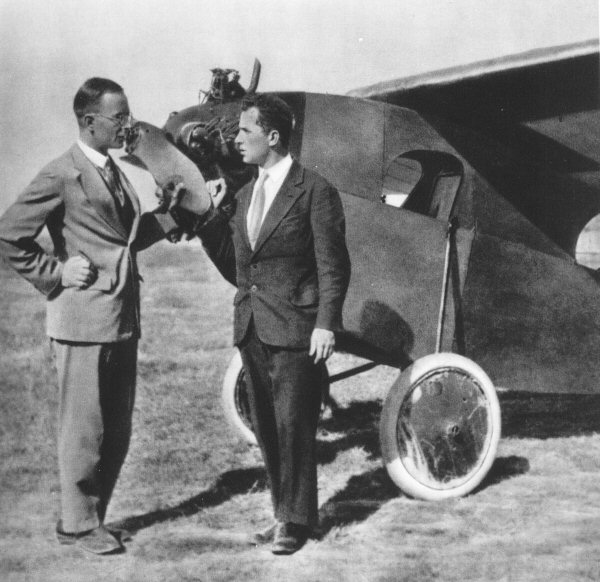
Drzewiecki (esquerda) em frente ao seu RWD 7

Jerzy Drzewiecki (Varsóvia, 7 de agosto de 1902 — Ottawa, 1990) foi um engenheiro construtor de aeroplanos e piloto de testes polonês.
Foi um dos fundadores do escritório de construção de aeronaves RWD, juntamente com Rogalski e Wigura. Dentre sua mais notável construção está o aeroplano RWD 7.